# Acroporium perserratum
Acroporium perserratum är en bladmossart som beskrevs av Edwin Bunting Bartram 1936. Acroporium perserratum ingår i släktet Acroporium och familjen Sematophyllaceae. Inga underarter finns listade i Catalogue of Life.